# Voyager web browser
Voyager er en webbrowser til amiga. På dens webside påstår de at det er den bedste browser til amiga.